# Provincia di Ba
Ba è una provincia delle isole Figi, nella Divisione Occidentale, che occupa la parte nord-occidentale dell'isola di Viti Levu, la maggiore dell'arcipelago e le isole Yasawa. È la provincia più popolata delle Figi.
In questa provincia si trovano la seconda città del Paese, Lautoka, il principale Aeroporto Internazionale di Nadi delle Figi e il villaggio considerato tradizionalmente il più antico delle isole: Viseisei, luogo natale del presidente Iloilo.
Il territorio è governato da un Consiglio Provinciale, presieduto dal Ratu Ovini Bokini prima della sua prematura scomparsa.

## Geografia antropica

### Suddivisioni amministrative
| Tikina Cokavata (Distretto) | Tikina Vou (Sottodistretto) | Ai Cavuti (Titoli dei capi-villaggio) Ratu (Capi, solo se conosciuti) Koro (Villaggi)                                                                   |
| Ba                          | Nailaga                     | Nawaivituri na Marama na Tui Ba (Tiliva Bukuya) Nailaga, Votua, Nawaqarua, Matawalu, Nasolo, Koroqaqa                                                   |
| Ba                          | Bulu                        | Koronubu na Momo na Tui Ba (Tiliva Koronubu) Ratu Sairusi Nagagavoka Sorokoba, Natalecake, Vadravadra, Sasa, Natunuku, Natu                             |
| Magodro                     | Magodro                     | Naroyasi na Momo na Tui Magodro Bukuya, Nadevo, Navaga, Tabalei, Tabuquto, Nasivikoso                                                                   |
| Magodro                     | Naloto                      | Tabuatolu na Momo na Tui Naloto Toge, Balevuto, Nadrugu                                                                                                 |
| Magodro                     | Nalotawa                    | Namaravulevu na Momo na Tui Yakete Nalotawa, Navilawa, Nanuku, Tukuraki, Yaloku                                                                         |
| Nadi                        | Nadi                        | Navatulevu na Momo na Tui Nadi In disputa tra Ratu Kaliova Dawai e Ratu Napolioni Naulia Dawai [1] Narewa, Nakavu, Namotomoto, Navoci, Saunaka, Dratabu |
| Nadi                        | Sikituru                    | Sikituru, Moala, Yavunsania, Korovuto |
| Tavua                       | Tavua                       | Bila na Momo na Tui Tavua Ratu Ovini Bokini Tavualevu, Nabuna, Korovou, Vatuvui, Nadelei                                                                |
| Tavua                       | Savatu                      | Tilivalevu na Momo na iTaukei Nubu Nagatagata, Waikubukubu, Vatucere (Nadala), Vunabuna, Tewa, Koro                                                     |
| Tavua                       | Savatu                      | Na Momo na Tui Yalatina Navala, Nakoroboya |
| Vuda                        | Vuda                        | Vunisei na Momo na Tui Vuda Ratu Josefa Iloilovatu Uluivuda Veiseisei, Lauwaki, Lomolomo, Namara, Abaca                                                 |
| Vuda                        | Sabeto                      | Erenavula na Momo na Tui Sabeto Ratu Kaliova Numuni Mataitoga Koroyaca, Narokorokoyawa, Natalau, Naboutini, Nadele (Korobebe)                           |
| Vuda                        | Vitogo                      | Sukanacagi na Momo na Tui Vitogo Ratu Viliame Sovasova Vitogo, Naviyago                                                                                 |
| Vuda                        | Vitogo                      | Momo na iTaukei Vidilo Namoli, Saru |
| Vuda                        | Vitogo                      | Momo na iTaukei Saqele Vakabuli |
| Yasawa                      | Nacula                      | Nacula na Momo na Tui Drola Nacula, Malakati, Matacawalevu, Vuaki, Navotua, Naisilisili, Namatayalevu                                                   |
| Yasawa                      | Nacula                      | Momo na Ratu Yaqeta |
| Yasawa                      | Yasawa                      | Vatanitawake na Momo na Tui Yasawa Yasawa irara, Teci, Daloma, Tamusua, Bukama                                                                          |
| Naviti                      | Naviti                      | Neilesu na Momo na Tui Naviti Soso |
| Naviti                      | Naviti                      | Nadikalagi na Marama na Tui Marou Marou, Kese, Gunu, Somosomo, Muaira                                                                                   |
| Naviti                      | Waya                        | Nalotu na Momo na Tui Waya Yalobi, Natawa, Wayalevu, Naluwaki                                                                                           |
| Naviti                      | Viwa                        | Tui ViwaNalagi na Momo na Tui Viwa Natia, Naibalebale, Yakani                                                                                           |
| Nawaka                      | Nawaka                      | Nalagi na Momo na Tui Nawaka Ratu Apisai Naevo Nawaka, Namulomulo, Vatutu, Evuna, Tubenasolo                                                            |
| Nawaka                      | Vaturu                      | Momo na Tui Yalatina Nagado, Natawa |
| Nawaka                      | Rukuruku                    | Momo na Tui Nasesevia Vunamoli, Nawaqadamu, Uto |
| Nawaka                      | Rukuruku                    | Na Kai ni Yasa Rararua, Dreke |

| Controllo di autorità | ISNI (EN) 0000 0004 0599 1966 |